# Leichtathletik-Weltmeisterschaften 2019/Teilnehmer (Haiti)
| Gelbes Symbol für Goldmedaillen mit stilisierten Olympischen Ringen | Graues Symbol für Silbermedaillen mit stilisierten Olympischen Ringen | Braundes Symbol für Bronzemedaillen mit stilisierten Olympischen Ringen |
| ------------------------------------------------------------------- | --------------------------------------------------------------------- | ----------------------------------------------------------------------- |
| —                                                                   | —                                                                     | —                                                                       |

Der Leichtathletikverband von Haiti nahm an den Leichtathletik-Weltmeisterschaften 2019 in Doha teil. Zwei Athletinnen und Athleten wurden vom haitianischen Verband nominiert.

## Ergebnisse

### Frauen

#### Laufdisziplinen
| Athletin          | Disziplin    | Vorlauf | Vorlauf | Halbfinale | Halbfinale | Finale | Finale |
| Athletin          | Disziplin    | Zeit    | Platz   | Zeit       | Platz      | Zeit   | Platz  |
| ----------------- | ------------ | ------- | ------- | ---------- | ---------- | ------ | ------ |
| Vanessa Clerveaux | 100 m Hürden | 13,15 s | 27      | DNQ        | DNQ        | –      | –      |

### Männer

#### Laufdisziplinen
| Athlet         | Disziplin    | Vorlauf | Vorlauf | Halbfinale | Halbfinale | Finale | Finale |
| Athlet         | Disziplin    | Zeit    | Platz   | Zeit       | Platz      | Zeit   | Platz  |
| -------------- | ------------ | ------- | ------- | ---------- | ---------- | ------ | ------ |
| Jeffrey Julmis | 110 m Hürden | DSQ V   | DSQ V   | –          | –          | –      | –      |